# Арабис (река)
Арабис (Хуб; урду دریائے حب‎) — крупная река в Пакистане (Белуджистан).
Впадает в Аравийское море Индийского океана в 30 км к западу от Карачи. Ныне служит естественной границей между провинциями Белуджистан и Синд.

## История
В исторических документах упомянута в связи с походами Александра Македонского и плаванием Неарха. В древности бассейн реки располагался на территории Гедроссии, на западном берегу начинались земли орейтов, а на восточном — арабиев.